# Gaik (Góry Izerskie)
Gaik (niem. Hochstein, Leopoldsbaude, 718 m n.p.m.) – wzniesienie w południowo-zachodniej Polsce, w Sudetach Zachodnich, w Górach Izerskich.
Wzniesienie we wschodniej części Grzbietu Kamienickiego Gór Izerskich. Wyrasta pomiędzy Jastrzębcem na zachodzie a Kopaniem na północnym wschodzie.
Zbudowane ze skał metamorficznych – gnejsów i granitognejsów, należących do bloku karkonosko-izerskiego, a ściślej jego północno-zachodniej części - metamorfiku izerskiego.
Cały masyw jest zalesiony.

## Turystyka
Na północ od szczytu przechodzi szlak turystyczny:
- niebieski - szlak z Świeradowa przez Sępią Górę, Rozdroże Izerskie i Jastrzębiec na Zimną Przełęcz, do Rybnicy i dalej